# Gierałtowska Kopa
Gierałtowska Kopa (niem. Neu Gersdońer SIeln Koppe) – szczyt o wysokości 920 m n.p.m., w południowo-zachodniej Polsce w Górach Bialskich w Sudetach Wschodnich.

## Położenie
Wzniesienie położone, w północnej części Gór Bialskich w Sudetach Wschodnich, około 1,8 km, na południowy wschód od południowej granicy Nowego Gierałtowa i 1,6  km na północny zachód od wzniesienia Płoska.

## Fizjografia
Wzniesienie o zróżnicowanych zboczach i niewielkim kopulastym szczycie. Charakteryzujące się wyraźnie podkreślonymi zboczami, regularną rzeźbą i urozmaiconym ukształtowaniem. Całe wzniesienie położone jest na obszarze Śnieżnickiego Parku Krajobrazowego. Wyrasta w grzbiecie odchodzącym od Płoski w kierunku północno-zachodnim. Wzniesienie od sąsiednich wzniesień wyraźnie wydzielają dobrze wykształcone erozyjne doliny górskich potoków: od północy i wschodu od wzniesień Gór Złotych oddzielone jest doliną Białej Lądeckiej, od zachodu od wzniesienia Chłopska Kopa oddzielają doliny potoku Tylnik i dolina potoku Kobylica, a od bliźniaczego wzniesienia Kobyła oddzielone jest niewielkim bezimiennym siodłem. Wzniesienie ma postać wydłużonej kopuły na kierunku (NW–SE), o spłaszczonej powierzchni szczytowej i dość stromo opadających do dolin rzecznych zboczach: wschodnim, zachodnim i północnym. Południowo-wschodnie zbocze wąskim, prawie płaskim pasem grzbietowym minimalnie opada w stronę niewielkiego siodła, przechodząc w północne zbocze wyższego o 16 m. bliźniaczego wzniesienia Kobyła. Położenie wzniesienia, kształt i wyraźnie podkreślona część szczytowa czynią wzniesienie rozpoznawalnym w terenie.

## Budowa
Wzniesienie w całości zbudowane ze skał metamorficznych łupków łyszczykowych i gnejsów gierałtowskich. Szczyt i zbocza wzniesienia pokrywa niewielkiej grubości warstwa młodszych osadów glin, żwirów, piasków i lessów z okresu zlodowaceń plejstoceńskich i osadów powstałych w chłodnym, peryglacjalnym klimacie.

## Roślinność
Wzniesienie częściowo porośnięte monokulturowym lasem świerkowym regla dolnego. Drzewostan porastający szczytowe partie wzniesienia pod koniec XX wieku dotknęły zniszczenia wywołane katastrofą ekologiczną w Sudetach obecnie w miejscach częściowo zniszczonego drzewostanu porasta młodnik.

## Infrastruktura
Zachodnim podnóżem prowadzi Kobyliczny Dukt oraz leśna droga z Nowego Gierałtowa na Przełęcz Suchą. Północne zbocze poniżej poziomu 700 m n.p.m. zajmują pola uprawne i górskie łąki. Na północnym zboczu znajduje się wyciąg narciarski. U północnego podnóża w dolinie Białej Lądeckiej położonych jest kilka pensjonatów.

## Inne
- Na wschodnim zboczu wzniesienia znajduje się źródło, z którego bierze początek Lipodolski Spław lewy dopływ Białej Lądeckiej.
- Na zachodnim zboczu Gierałtowskiej Kopy w gnejsach typu śnieżnickiego występują amfibolity[5].

## Turystyka
Przez szczyt wzniesienia nie prowadzi szlak turystyczny. Zachodnim podnóżem prowadza szlaki turystyczne:
- pieszy – prowadzący z Przełęcz Gierałtowską, przez Nowy Gierałtów na Przełęcz Suchą,
- rowerowy,
- rowerowy.